# کریگ هاچینسون
کریگ هاچینسون (به انگلیسی: Craig Hutchinson) (زاده ۲۳ ژوئن ۱۸۹۱ - درگذشت فوریه ۱۹۷۶) یک کارگردان و فیلم‌نامه‌نویس آمریکایی بود. او بین سال‌های ۱۹۱۵ تا ۱۹۲۸، ۸۱ فیلم را کارگردانی کرد. او همچنین در بین سال‌های ۱۹۱۴ تا ۱۹۲۷، ۳۳ فیلمنامه نوشت.
از فیلم‌هایی که وی در آن‌ها نقش داشته‌است، می‌توان به باغ‌وحش کی؟ اشاره نمود.